# Yosef Hayyim
Yosef Chaim (in ebraico iracheno: Yoseph Ḥayyim - יוסף חיים מבגדאד; in arabo يوسف حاييم‎?; Baghdad, 1º settembre 1832 – Francoforte sul Meno, 30 agosto 1909) è stato un rabbino iracheno, importante hakham (rabbino sefardita), posek (decisore) della Legge ebraica (Halakha) e maestro cabalista. Noto specialmente per la sua opera halachica Ben Ish Ḥai (בן איש חי) ("Figlio dell'Uomo (che) Vive"), una raccolta di leggi per la vita quotidiana intervallate con meditazioni e tradizioni mistiche, di diffusione popolare e organizzata secondo le porzioni bibliche settimanali. Rabbi Yosef Chaim venne ed è tuttora conosciuto col nome di questa sua opera.